# Hartford (Kentucky)
Hartford è una città degli Stati Uniti d'America, situata nello Stato del Kentucky, nella contea di Ohio, della quale è il capoluogo.